# スティーブ・ジャクソン (ラグビーリーグ選手)
スティーブ・ジャクソン（Steve Jackson, 1965年10月22日 - ）は、オーストラリアのラグビーリーグ選手である。ニューサウスウェールズ・ラグビーリーグ・プレミアシップで活躍し、キャンベラ・レイダース、ウェスタン・サバーブズ・マグパイス、ゴールドコースト・シーガルズに所属した。

## 経歴
ジャクソンはマッカイ出身で、5歳のときにラグビーリーグ競技を始めた。小学1年生のときにマグパイス・マッケイでデビューし、1987年にレイダースに加入した。レイダースでは3年間プレーしたが、出場は16試合のみであり、大部分をベンチで過ごした。
ジャクソンの最高の経歴は、1989年ニューサウスウェールズ・ラグビーリーグ・プレミアシップの優勝決定戦において、途中出場で挙げた“象徴的”トライであった。ジャクソンはその試合の延長戦で、敵陣の選手らの間を突っ切ってトライラインを越えて、試合に勝利した。キャンベラ・レイダースはバルマーン・タイガースに19対14で勝利し、「史上、最も偉大なグランドファイナルだ」と記された。シーズン後、ジャクソンは1989年クラブ・ワールド・チャレンジのためにレイダースの一員としてイングランドに渡った。ウィドネス・バイキングス戦においてフォワードのプロップで出場し、敗戦した。これがレイダースにおけるジャクソンの最後の出場であった。彼は1990年にチームメイトのイヴァン・ヘンジャクとともにマグパイスと契約し、ジャクソンはチームの立ち上がりに入団した。
同年、ジャクソンはクイーンズランド州選抜の一員として1990年シリーズの第3戦でデビューし、決勝トライを決めた。彼はクイーンズランド州選抜としてステート・オブ・オリジン9試合に出場した。ゴールドコースト・シーガルズに2シーズン加入、背中の負傷により1993年に引退した。
引退したジャクソンは、マッカイ地区で多くのチームの監督をした。マッカイ地区のU-11チャレンジ戦には、彼の名が付けられた。